# 齊衍祖
齊衍祖刘某（?—?），景州阜城人（今河北阜城）。世代务农，北宋熙宁六年（1073年），生子刘豫。
刘豫在金兵南下时，投靠了金朝，被立为傀儡皇帝，国号齐，年号阜昌。阜昌二年（1132年）四月丙寅，刘豫迁都汴京。他将祖考在宋太庙奉祀，尊其祖刘忠为徽祖毅文皇帝，父为衍祖睿仁皇帝。